# Elek (bán)
Elek (más néven Alexius) a 12. században, 1131 és 1141 között, II. Béla király idejében volt Horvátország bánja.
Birtokai a Dráván túl feküdtek, testvére Márton ispán pedig a csatári monostor alapítója volt s igy minden valószinüség szerint a Gutkeled nemzetségből származott. Kristó Gyula megemlíti, hogy III. Béla király egyik oklevele szerint „Alexius” bán már II. Béla előtt varasdi birtokot adott a zágrábi püspökségnek, bár bizonyosra vehető, hogy a bán ez esetben nem hivatalos minőségben járt el. Bodri Ferenc művében megemlíti Kállay Ubul genealógus ez irányú kutatását, mely szerint „Elek de genere Gutkeled” már 1116-ban betöltötte a báni tisztséget.
Drávamelléki főúrként már Kálmán király, majd később II. István hadvezére volt. Zárát ugyan nem sikerült a velenceiektől megvédenie, de II. Béla uralkodása idejében idős fejjel is hűségesen szolgált. Valószínűleg már 1139 előtt meghalt. Három fia volt, akik közül kettő lett nagyúr, mert legidősebb fia már apja életében eltűnik a forrásokból.